# Pandanus balfourii
Espèce
Pandanus balfourii est une espèce de plantes à fleurs de la famille des Pandanaceae. Cette espèce est originaire et endémique des Seychelles. C'est un arbre qui pousse principalement dans le biome tropical humide. 

## Description
Pandanus balfourii est un petit arbre élancé et élégant d'environ 8 m de haut, doté de petites racines de soutien et portant ses feuilles retombantes en rosettes spiralées. Son corps fructifère de taille moyenne (25 cm) pend de la tige et contient 70 à 90 fruits.

## Répartition et habitat
Endémique des Seychelles, il était particulièrement commun sur toutes les îles granitiques. Autrefois extrêmement commun le long de la côte, son nom local Vakwa bordmer fait référence à cette préférence d'habitat. Cependant, on le trouve également dans des zones plus rocheuses, à plus haute altitude. Il est menacé par la perte de son habitat.
Parmi les autres Pandanaceae indigènes des Seychelles, on trouve Martellidendron hornei, Pandanus sechellarum et Pandanus multispicatus. L'espèce malgache Pandanus utilis a été introduite et est désormais largement répandue.

## Statut de conservation
Pandanus balfourii a été récemment évalué pour la Liste rouge des espèces menacées de l'UICN en 2007. Pandanus balfourii est classé comme vulnérable selon le critère A2c.

## Galerie

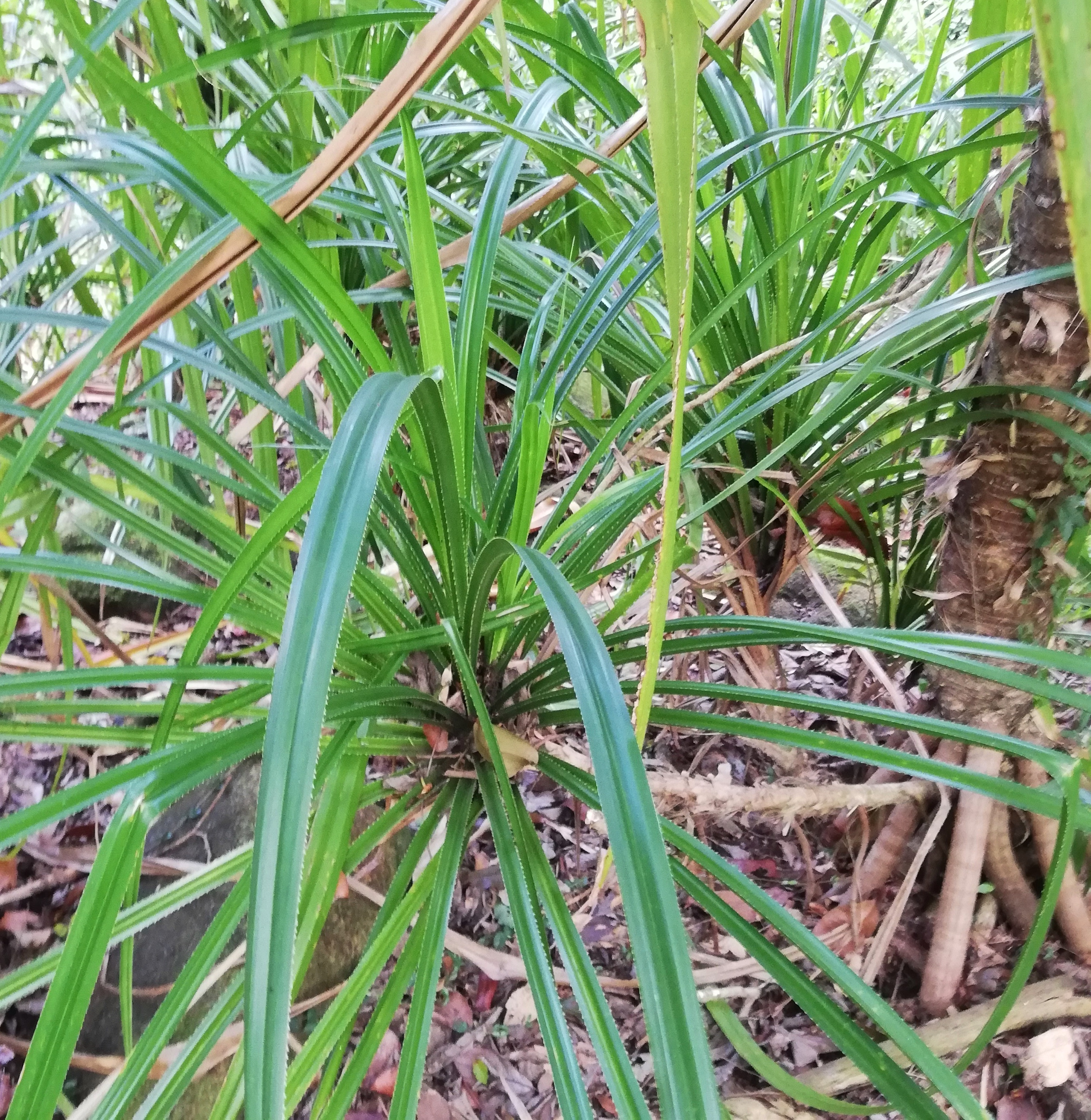
Détail de la rosette et des feuilles tombantes.
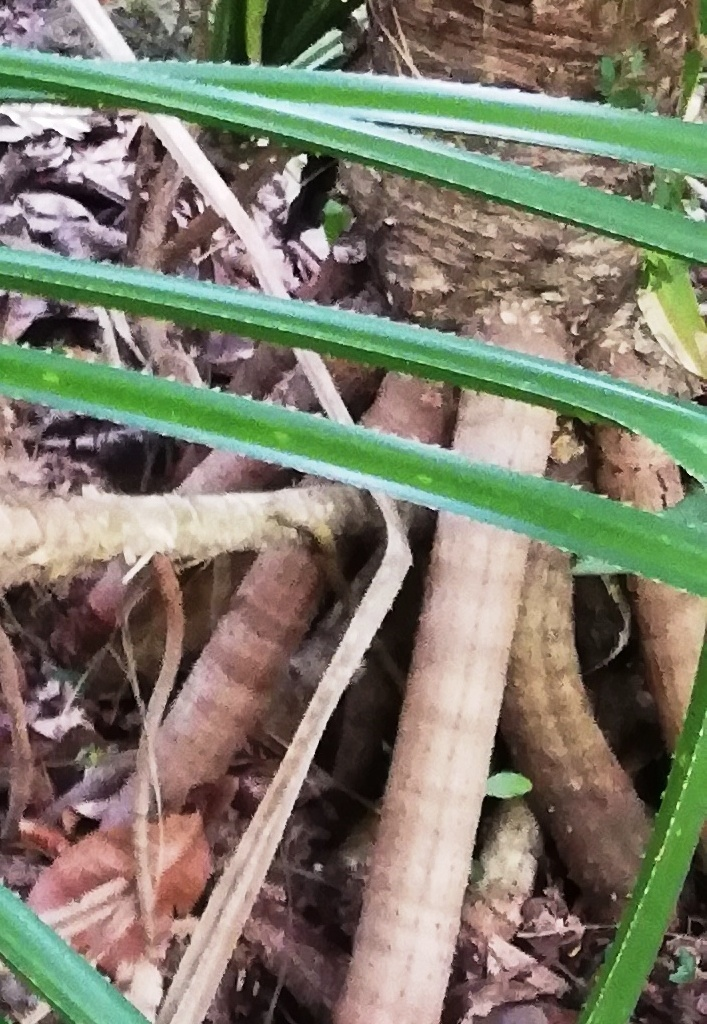
Détail des petites racines échasses.

## Dénomination
Cet arbre est connu sous le nom commun en créole seychellois de Vakwa bordmer.

## Systématique
Le nom correct complet (avec auteur) de ce taxon est Pandanus balfourii Martelli.